# Arnold Damme
Arnold K.W. Damme (1895 – 1967) was een Nederlands dammer die in 1921, 1927 en 1929 Nederlands kampioen dammen werd. Damme was nationaal grootmeester. A.K.W. Damme bepleitte een systeem waarin minder remises zouden voorkomen, het grote aantal remises tijdens onder andere matches werd door hem als probleem voor de damsport gezien. In 1922 stelde Damme een systeem voor waarbij twee dammen van een dam zouden winnen, namelijk een systeem waarin de dam bij het slaan van een andere dam direct achter die dam neergezet moet worden. In 1928 trok A.K.W. Damme (die in 1927 en 1929 Nederlands kampioen werd, in 1928 was er geen toernooi om het Nederlands kampioenschap) zich op het laatste moment terug voor het wereldkampioenschap.

## Nederlands kampioenschap
Damme deed 10 keer mee aan het Nederlands kampioenschap. Hij behaalde drie maal, in 1921, 1927 en 1929, de eerste plaats. De volledige resultaten van Damme tijdens het Nederlands kampioenschap:
- NK 1919 - tweede met 13 punten uit 9 wedstrijden.
- NK 1921 - eerste plaats met 9 punten uit 7 wedstrijden.
- NK 1922 - tweede plaats met 8 punten uit 6 wedstrijden.
- NK 1925 - gedeelde eerste plaats met 16 punten uit 12 wedstrijden. In de herkamp won Johan Vos van Arnold Damme.
- NK 1926 - tweede plaats met 15 punten uit 12 wedstrijden.
- NK 1927 - eerste plaats met 13 punten uit 10 wedstrijden.
- NK 1929 - eerste plaats met 15 punten uit 11 wedstrijden.
- NK 1930 - derde plaats met 12 punten uit 10 wedstrijden.
- NK 1934 - gedeelde vierde plaats met 9 punten uit 9 wedstrijden.
- NK 1935 - vierde plaats met 10 punten uit 9 wedstrijden.
- NK 1938 - gedeelde vijfde plaats met 11 punten uit 11 wedstrijden.

## Boeken
A.K.W. Damme schreef ook enkele boeken over de damsport:
- A.K.W. Damme, Zwart-Wit, eenvoudige handleiding voor het damspel, Van Goor Zonen
- J. De Haas, Ph. L. Battefeld en A. K. W. Damme, Voor het dambord
- Bewerking van het boek  Het Damspel van J. De Haas en Ph. L. Battefeld